# Hans Kesting
 (février 2019).
Si vous disposez d'ouvrages ou d'articles de référence ou si vous connaissez des sites web de qualité traitant du thème abordé ici, merci de compléter l'article en donnant les références utiles à sa vérifiabilité et en les liant à la section « Notes et références ».
Hans Kesting, né le 6 octobre 1960 à Rotterdam,, est un acteur néerlandais.

## Biographie
Il obtient le prix Louis d'Or en 2008.

## Filmographie

### Cinéma et téléfilms
- 1989 : De Kassière : Piccolo
- 1990 : Vincent et Théo : Andries Bonger
- 1992 : De bunker (nl) : Mellema
- 1993 : Pleidooi (nl) : Leenders
- 1993 : Verhalen van de straat : Dieudonné
- 1994 : Oude Tongen (nl) : L'agent Berg
- 1994 : De Sylvia Millecam Show (nl) : Wim Ukkel
- 1994 : Seth & Fiona (nl) : Arend v. d. Valk
- 1994 : Madelief: Met de poppen gooien : Le boucher
- 1994 : Een galerij: De wanhoop van de sirene (nl) : Ted
- 1995 : Antonia et ses filles : Le forgeron
- 1995 : Aletta Jacobs: Het hoogste streven (nl) : C.V. Gerritsen
- 1996 : Advocaat van de Hanen (nl) : Hanekroot
- 1997 : Karakter : Jan Maan
- 1997 : La brigade du courage : Bergen
- 1998 : Een echte hond (nl) : Le narrateur
- 1998-2004 : Baantjer : Deux rôles (Frits Raven et Friso van Maerseelte-Bergeneyck)
- 2001 : Miaou ! : Harry de Haringman
- 2002-2005 : Intensive Care (nl) : Le docteur Albert Kooimans
- 2003 : Toen was geluk heel gewoon (nl) : Le barman
- 2003 : Russen (nl) : Jaap van Tellingen
- 2003 : Kees de jongen (nl) : Le maître
- 2005 : Leef! (nl) : Sjaak
- 2005 : Anna II : Le fermier
- 2005-2008 : Keyzer & De Boer Advocaten : Frits Oostwegel
- 2006 : Nachtrit (nl) : Joris
- 2006 : Eigenheimers (nl) : Alexander Dumouge
- 2007 : Alles is liefde : Le présentateur n°2
- 2007 : Kapitein Rob en het geheim van professor Lupardi (nl) : Le chef Commando
- 2007 : Moordwijven (nl) : thony B - So Many Things - albu
- 2009 : Spion van Oranje (nl) : Ulli
- 2009 : Amsterdam : Martin
- 2009-2011 : 't Schaep met de 5 pooten (nl) : Sjon
- 2010 : Win/Win : Max
- 2010 : S1ngle (nl) : Michel
- 2010 : Sterke verhalen (nl) : Le barman Swift
- 2011 : Code Blue : Le docteur
- 2011 : Van God los (nl) : Alan
- 2012 : Lijn 32 (nl) : Philip van Henegouwen
- 2012 : Oom Henk (nl) : Henk de Koning
- 2012-2014 : Welkom in de Gouden Eeuw (nl) : Diverses rôles
- 2014 : Rechercheur Ria (nl) : Clemens Vonk
- 2014 : Wiplala : Atlas
- 2014 : Welkom bij de Romeinen (nl) : Deux rôles (Augustus et Spartacus)
- 2015 : Homies (nl) : Le rechercher
- 2015 : Noord Zuid (nl) : Plesman
- 2015 : Bagels & Bubbels (nl) : Lex Grotius
- 2016 : Moordvrouw : Andreas Maier
- 2016 : Fissa (nl) : Le conrecteur Dorsman
- 2016 : Welkom in de jaren 60 (nl) : Neil Armstrong
- 2016-2017 : Centraal Medisch Centrum (nl) : Philippe Meertens
- 2017 : Sprakeloos (nl) : Roel
- 2018 : Welkom in de 80-jarige Oorlog (nl) : Le prince Maurits
- 2018 : Het laatste verhoor : Bas